# Lac Irène
Lac Irène är en sjö i Kanada.   Den ligger i regionen Nord-du-Québec och provinsen Québec, i den östra delen av landet, 500 km norr om huvudstaden Ottawa. Lac Irène ligger 361 meter över havet. Arean är 10,6 kvadratkilometer. Den sträcker sig 6,9 kilometer i nord-sydlig riktning, och 4,9 kilometer i öst-västlig riktning.
Trakten runt Lac Irène är nära nog obefolkad, med mindre än två invånare per kvadratkilometer.